# Southland Tales
Pour plus de détails, voir Fiche technique et Distribution.
Southland Tales est un thriller de science-fiction américain réalisé par Richard Kelly, sorti en 2006. Il met notamment en scène Dwayne Johnson, Seann William Scott et Sarah Michelle Gellar.
L'histoire, fortement inspirée de l'univers de Philip K. Dick, se situe en 2008, dans la ville de Los Angeles, alors que les États-Unis connaissent une crise majeure sur le plan écologique, économique et social. Après la découverte d'une nouvelle source d'énergie dérivée des océans, la rotation de la terre commence à ralentir et la stabilité mentale des habitants de la Terre à s'effriter. La planète, ne pouvant éviter l'imminente tragédie, sombre dans le chaos.
Le film, dont le tournage a débuté le 15 août 2005, a nécessité un budget d'approximativement 15 millions de dollars américains. Southland Tales, en compétition au Festival de Cannes 2006, a été projeté en avant-première le 21 mai 2006. Après cette  projection publique, la société Sony a demandé au réalisateur de revoir le montage avant de le distribuer en salles. Le film est sorti aux États-Unis le 16 novembre 2007 et au Royaume-Uni le 7 décembre 2007.
Il est présenté en sélection officielle, en compétition, au festival de Cannes 2006 mais n'a jamais été distribué dans les salles françaises. Il est sorti en salles aux États-Unis avec un montage différent de la version cannoise. D'une durée initiale de 2h41, il dure 2h24 dans sa version finale.

## Synopsis
Face à la pénurie de carburants, une grande société américaine élabore un générateur d'énergie inépuisable à partir d'une technologie allemande qui canalise les flux de l'océan. Cette technologie altère inexorablement le mouvement de rotation de la Terre, provoquant une faille dans le continuum espace-temps qui perturbe les comportements humains. Un acteur amnésique, une ex-vedette du porno, deux frères jumeaux, un sénateur et son équipe sont notamment emportés dans une lutte entre le pouvoir politico-militaire et des groupuscules néo-marxistes de Venice Beach.

## Fiche technique
- Titre original et français : Southland Tales
- Réalisation et scénario : Richard Kelly
- Décors : Alec Hammond
- Costumes : April Ferry
- Photographie : Steven B. Poster
- Montage : Sam Bauer
- Musique originale : Moby
- Production : Sean McKittrick, Bo Hyde et Kendall Morgan
- Budget : 15 millions de dollars
- Pays d'origine :  États-Unis,  Allemagne,  France
- Langue originale : anglais
- Format : couleur - 2,35:1 - 35 mm - son Dolby
- Genre : thriller, science-fiction, comédie dramatique
- Durée : 145 minutes
- Dates de sortie : 
  -  France : 21 mai 2006 (festival de Cannes)
  -  États-Unis : 22 septembre 2007 (Austin Fantastic Fest
  -  États-Unis : 14 novembre 2007 (sortie limitée)
  -  France : 24 mars 2009 (en vidéo)
- Interdit aux moins de 12 ans lors de sa sortie DVD en France

## Distribution
- Dwayne Johnson (VF : Thierry Desroses) : Boxer Santaros
- Seann William Scott (VF : Adrien Antoine) : Roland / Ronald Taverner
- Sarah Michelle Gellar (VF : Claire Guyot) : Krysta Now
- Justin Timberlake (VF : Emmanuel Curtil) : Pilot Abilene
- Nora Dunn : Cindy Pinziki
- Janeane Garofalo : le général Teena MacArthur
- Beth Grant : Dr. Inga Von Westphalen / Marion Card
- Wood Harris (VF : Lucien Jean-Baptiste) : Dion Werner / Dion Element
- Christophe Lambert (VF : Bruno Dubernat[1]) : Walter Mung
- John Larroquette (VF : Féodor Atkine) : Vaughn Smallhouse
- Todd Berger (VF : Christophe Lemoine) : Bing Zinneman
- Mike Nielsen (VF : Philippe Bozo) : Kenny Chan
- Bai Ling (VF : Barbara Beretta) : Serpentine
- Jon Lovitz (VF : Gabriel Le Doze) : Officier Bart Bookman
- Mandy Moore (VF : Laura Préjean) : Madeline Frost Santaros
- Holmes Osborne (VF : Gérard Rinaldi) : le sénateur Bobby Frost
- Cheri Oteri (VF : Anne Rondeleux) : Zora Carmichaels
- Amy Poehler (VF : Virginie Ledieu) : Veronica Mung / Dream
- Lou Taylor Pucci : Martin Kefauver
- Miranda Richardson (VF : Juliette Degenne) : Nana Mae Frost
- Jill Ritchie : Shoshana Cox
- Will Sasso (VF : Marc Alfos) : Fortunio Balducci
- Wallace Shawn (VF : Patrice Dozier) : Baron von Westphalen
- Kevin Smith (VF : Jean-Claude Sachot) : Simon Thiery
- Joe Campana : Brandt Huntington
- Zelda Rubinstein : Dr. Katarina Kuntzler
- Sab Shimono : Hideo Takehashi
- Robert Benz : le père de Ronald

## Nomination
- Festival de Cannes 2006 : En compétition pour la Palme d'or

## Production
Avant que Sarah Michelle Gellar ne soit choisie pour le rôle de Krysta Now, les noms de Tara Reid, Jennifer Love Hewitt et Jessica Biel ont circulé. Les acteurs Tim Blake Nelson, Ali Larter et Jason Lee se sont aussi vu proposer des rôles.
Le tournage a lieu d'août à octobre 2005. Il se déroule en Californie (Manhattan Beach, Hermosa Beach, Malibu, Santa Monica) et notamment Los Angeles (Los Angeles Center Studios, Venice), New Jersey (Middlesex)  .

## Bande originale
L'album de la bande originale est sorti 6 novembre 2007, édité par Milan Records. Parmi les chansons créditées au générique mais absentes de l'album se trouvent notamment Blackout de Muse, All These Things That I've Done de The Killers et Tender de Blur (premier thème du générique de fin), ainsi que des titres de Radiohead, Louis Armstrong, Beethoven, Kris Kristofferson et Moby. Ces absences s'expliquent par des conflits avec les maisons de disque; un deuxième album aurait pu sortir si le film avait mieux marché.
La musique du film[Laquelle ?] a été utilisée par Bouygues Télécom dans une de ses campagnes de pub.
| 1.    | Wave of Mutilation (UK surf version) | Pixies                                            | 3:01  |
| 2.    | Oh My Angel                          | Bertha Tillman                                    | 2:21  |
| 3.    | Howl (extended version)              | Black Rebel Motorcycle Club                       | 6:12  |
| 4.    | Look Back                            | Moby                                              | 2:16  |
| 5.    | Me & Bobby McGee                     | Waylon Jennings                                   | 4:41  |
| 6.    | Chord Sounds                         | Moby                                              | 7:26  |
| 7.    | Lucky Me                             | Roger Webb                                        | 3:16  |
| 8.    | 3 Steps                              | Moby                                              | 4:46  |
| 9.    | Broken Hearted Savior                | Big Head Todd and the Monsters                    | 4:21  |
| 10.   | Teen Horniness is Not a Crime        | Sarah Michelle Gellar, Abbey McBride and ClarKent | 3:15  |
| 11.   | Tiny Elephants                       | Moby                                              | 3:58  |
| 12.   | Forget Myself                        | Elbow                                             | 5:24  |
| 13.   | The Star-Spangled Banner             | Rebekah Del Rio & the Section Quartet             | 2:13  |
| 14.   | Three Days (version live)            | Jane's Addiction                                  | 10:48 |
| 15.   | Memory Gospel                        | Moby                                              | 6:57  |
| 70:55 |                                      |                                                   |       |

## Accueil
Bruno Deruisseau sur le site des Inrockuptibles écrit : "Si Southland Tales captive tant, s’il constitue même une œuvre de plus en plus fascinante à l’heure actuelle, c’est parce que le film enregistre comme aucun autre la chute d’une société."
Aurélien Ferenczi de Télérama écrit : Ce qui foire, essentiellement, c'est le récit lui-même, dur à suivre. Comme si Richard Kelly avait retiré tous les panneaux indicateurs des films américains usuels. C'est volontaire : j'ai le sentiment que Southland Tales est un film sciemment saboté, c'est-à-dire que Kelly a cru que la somme des personnages et des situations compenserait les faiblesses de la narration.
Dans une interview de 2011, Justin Timberlake a déclaré: « Je ne sais toujours pas de quoi parle Southland Tales. » 

## Sortie en vidéo
Le film est disponible en DVD et Blu-Ray depuis le 25 mars 2009. Il n'inclut pas la version originale projetée au festival de Cannes 2006 comme le laissait supposer la rumeur[Laquelle ?]. Le film est distribué par Wild Side. Lors de sa sortie en DVD et Blu-Ray, le film est interdit aux moins de 12 ans[Où ?].